# Тимолеон Хименес
Родриго Лондоньо Эчеверри (исп. Rodrigo Londoño Echeverri) (род. 22 января 1959, Каларка, Киндио, Колумбия), более известный как Тимолеон Хименес (исп. Timoleón Jiménez) или Тимоченко (исп. Timochenko) — лидер ФАРК (Революционные вооружённые силы Колумбии — Армия народа, РВСК-АН) (исп. Fuerzas Armadas Revolucionarias de Colombia — Ejército del Pueblo, FARC-EP). Пост руководителя ФАРК занял после смерти в 2011 году Альфонсо Кано. Согласно сообщениям Reuters, Тимоченко считается сторонником жёсткой линии. Имеет более чем 30-летний опыт военных действий (с 1982 года) и репутацию полководца, имеет всеобщее уважение среди рядовых бойцов, среди сторонников жёсткой линии, которые образуют ядро сельских отрядов.

## Биография

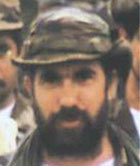
Тимолеон Хименес в джунглях Колумбии

Родился 22 января 1959 года в Каларка, департамент Киндио, Колумбия.
В молодости изучал медицину (специализация в области кардиологии) в Университете Патриса Лумумбы в Москве, а затем — на Кубе. Он прошёл военную подготовку в армии маршала Тито в Югославии, после этого он присоединился к ФАРК в марте 1982 года.
Быстро поднялся в организации, достиг должности «командира Девятого фронта ФАРК» (исп. Comandante del Frente 9). В 1986 году был уже пятым в Центральном штабе ФАРК. Считается одним из главных организаторов военной операции «на дороге Богота-Медельин» и других атак в департаменте Антьокия.
Тимолеон Хименес был одним из семи членов «правящего партизанского секретариата». С начала 1990-х годов, работал в департаменте Северный Сантандер (на границе с Венесуэлой).
В мае 2006 года был заочно осуждён (в Колумбии) к тюремному заключению сроком на 40 лет по решению суда в городе Попаян: за восстание, убийства, похищения людей, в том числе за похищение и убийство в 2003 году бывшего губернатора, бывшего министра и восьми солдат.
Госдепартамент США также обвиняет его в организации производства и оборота кокаина в Колумбии и в зарубежных странах. Госдепартамент США предложил награду в 5 миллионов долларов за информацию, ведущую к его задержанию.
Согласно американским источникам, в 2000 году Тимолеон Хименес (вместе с другим повстанческим лидером известным как Пастор Алапе (исп. Pastor Alape)) командовал операцией группировки «Magdalena Medio Front» (после 2004 года MMF влилась в состав ФАРК), в ходе которой эта группировка восстановила контроль над территориями выращивания коки в своей зоне ответственности, что привело к увеличению производства кокаина. Также команданте Тимолеон Хименес обвиняется в сбитии самолётов-фумигаторов, которые уничтожали лесные массивы, похищениях граждан США и многочисленных убийствах лояльных правительственным силам граждан Колумбии.
По данным Государственного департамента США, среди руководящего состава ФАРК Тимолеон Хименес отвечал за контроль над производством и транспортом кокаина в США, а также его реализацией в США и других странах в объёмах, измеряемых сотнями тонн; вырученные таким образом деньги под контролем Тимолеона направлялись на финансирование партизанского движения в Колумбии.
Тимолеон взял на себя руководство ФАРК в ноябре 2011 года после того, как предыдущий лидер Альфонсо Кано, был убит в бою колумбийской армией.

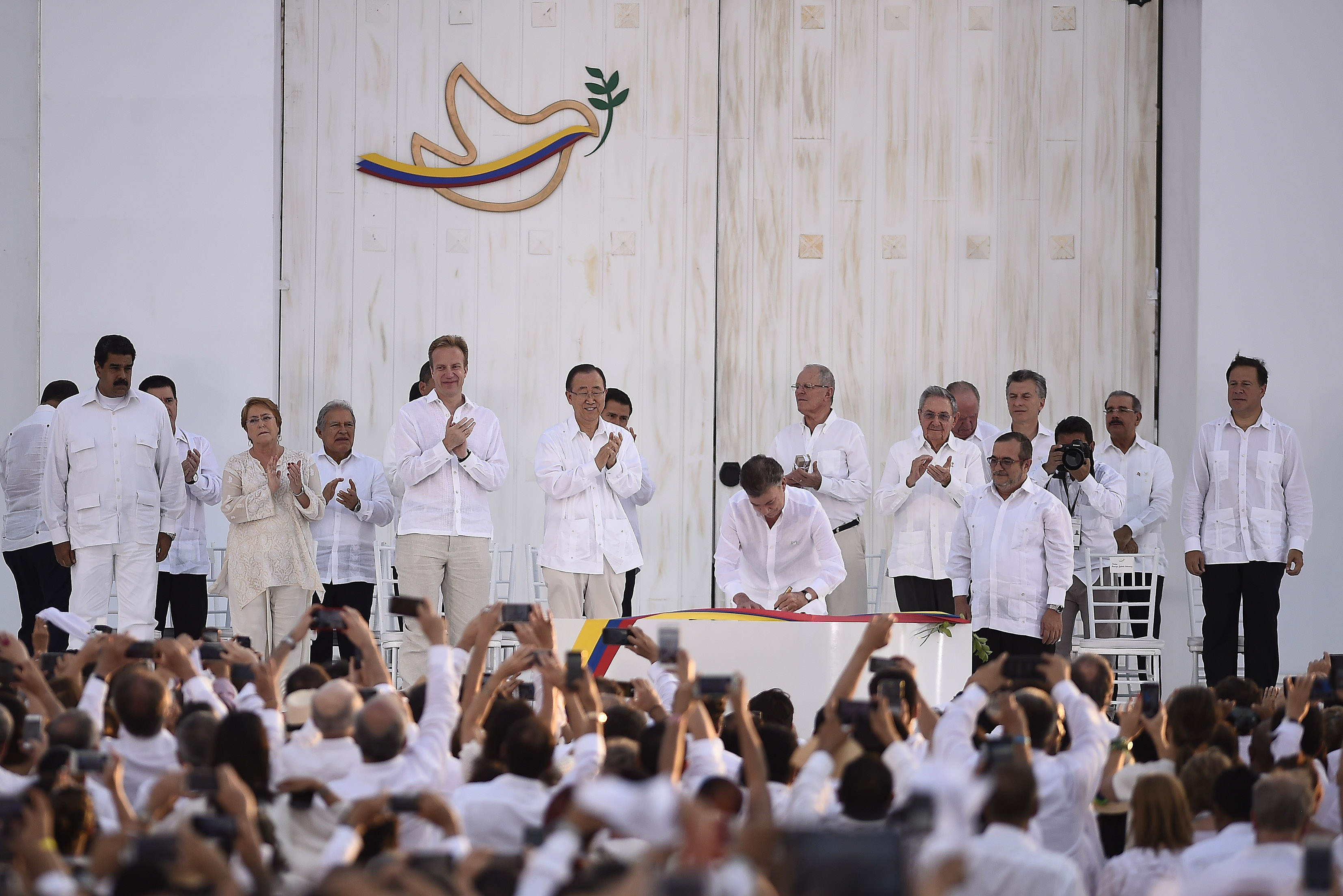
Хуан Мануэль Сантос и Тимолеон Хименес подписывают мирное соглашение, 26 сентября 2016 года

Свою деятельность на посту руководителя начал с предложения правительству приступить к мирным переговорам. «Мы готовы обсудить приватизацию, вопросы снижения регулирования со стороны государства, абсолютной свободы торговли, демократию в условиях рыночной экономики», — говорилось в заявлении коммунистических партизан. 4 сентября 2012 года официально стартовали мирные переговоры между администрацией президента Хуана Мануэля Сантоса и руководством ФАРК.
26 сентября 2016 года президент Колумбии Хуан Мануэль Сантос и лидер ФАРК Тимолеон Хименес подписали мирное соглашение. По случаю подписания исторического документа в Картахену прибыли генеральный секретарь ООН Пан Ги Мун, президенты Кубы и Венесуэлы Рауль Кастро и Николас Мадуро, госсекретарь США Джон Керри. При этом Тимолеон Хименес заявил, что они будут продолжать борьбу, но в правовом поле. Однако, на национальном референдуме, прошедшем в Колумбии 2 октября, 50,21 % проголосовавших высказались против мирного договора с ФАРК. Лидером этого протеста стал прошлый президент Колумбии Альваро Урибе. По его мнению, повстанцы должны быть заключены в тюрьму и не имеют права заседать в Конгрессе. 7 октября Норвежский нобелевский комитет вручил Премию мира президенту Колумбии Хуану Мануэлю Сантосу за усилия, направленные на завершение продолжавшейся более полувека гражданской войны. Тимолеон Хименес поздравил Сантоса через Twitter. 24 ноября 2016 года в Боготе подписал новое, несколько изменённое по содержанию, мирное соглашение с президентом Сантосом.

## Интересные факты
По данным колумбийских ВВС, псевдоним взят от фамилии советского маршала Семёна Тимошенко.